# Brasiliens Grand Prix 2019
Brasiliens Grand Prix 2019, officiellt Formula 1 Heineken Grande Prêmio do Brazil 2019, var ett Formel 1-lopp som kördes 17 november 2019 på Autódromo José Carlos Pace i São Paulo i Brasilien. Loppet var det tjugonde av sammanlagt tjugoen deltävlingar ingående i Formel 1-säsongen 2019 och kördes över 71 varv.